# Szaturnusz-díj
A Szaturnusz-díjat 1972-ben alapította meg az Academy of Science Fiction, Fantasy & Horror Films nevű, akkor még nonprofit szervezet, Dr. Donald A. Reed vezetésével. Dr. Reed úgy érezte, hogy a sci-fi-, horror- és fantasyfilmek nem kapják meg azt az elismerést, amit érdemelnének. Jelöltjeik listája éppen e szakosodás miatt élesen eltér az Oscar- vagy a Golden Globe-jelöltekétől. A díj jelképe a Szaturnusz bolygó egy filmgyűrűvel körülvéve.
A többi díjhoz hasonlóan a Szaturnusz-díj győzteseit is az Akadémia tagjai szavazzák meg. Az első díjátadás 1973-ban történt. Bár a díj elsődlegesen a science fiction, fantasy és horror kategóriákban jutalmaz, a drámai stílusok elismerésében is megkezdte munkáját. A 2009-ben megrendezett, 35. díjkiosztó ünnepségen például jelöltként szerepeltek filmek az 1940-es évekből ismert Casablancától a 2008-as Gettómilliomos című filmig.
A díjat gyakran éri kritika, amiért az értékelés szempontjából eredetileg körülhatárolt filmes műfajokra túlságosan elnagyolt és következetlen definíciókat alkalmaz. Bírálói azt is felróják, hogy olyan műveket is értékelnek a díjjal, melyek egyáltalán nem kapcsolódnak a science fiction, a fantasy vagy a horror műfajához.

## Kategóriák

### Mozifilmek
- Legjobb sci-fi-film (1972-től)
- Legjobb horrorfilm (1972-től)
- Legjobb fantasyfilm (1973-tól)

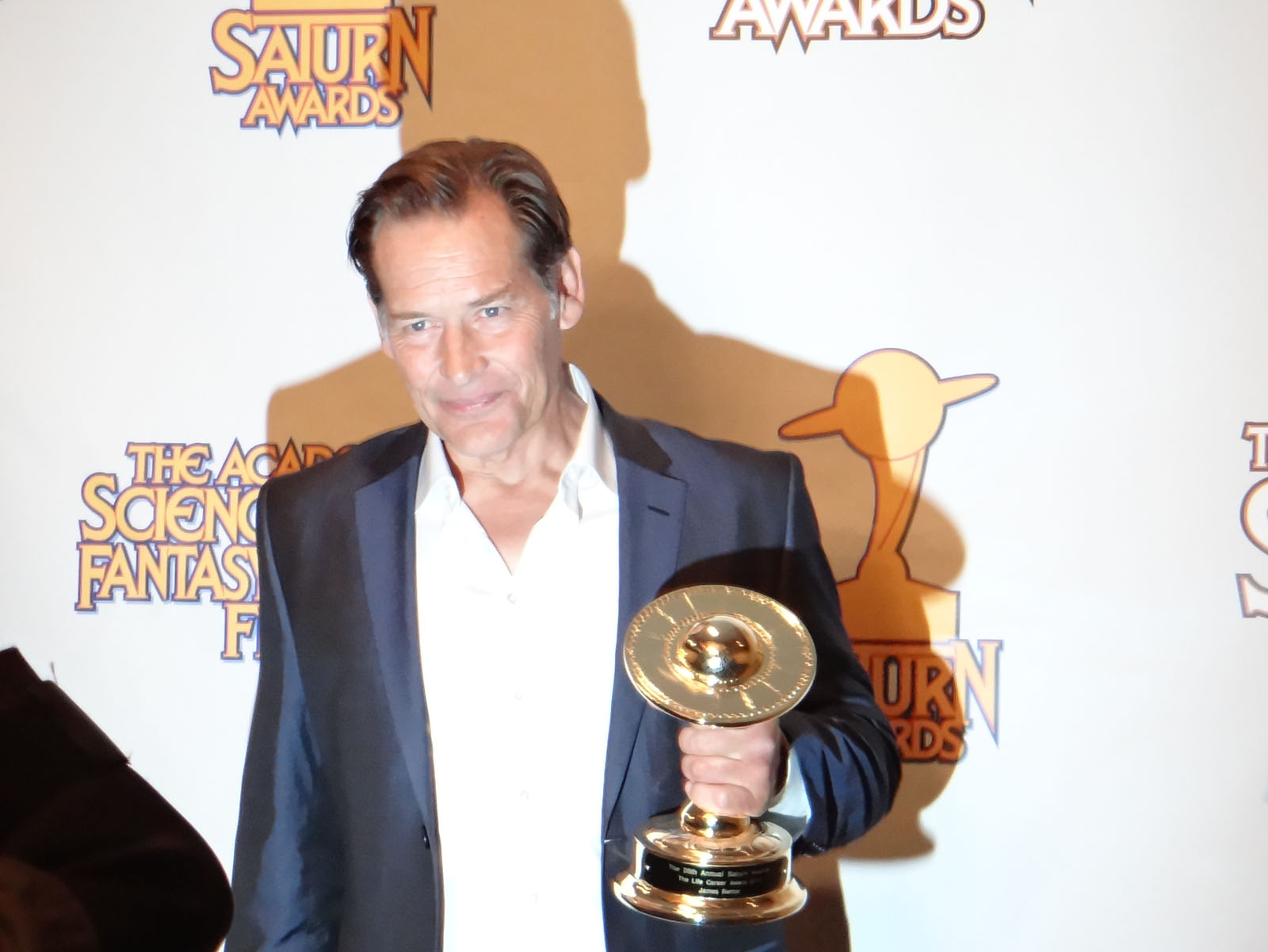
James Remar a Szaturnusz-díjjal, 2011-ben.

- Legjobb animációs film (1978, 1982, majd 2002-től)
- Legjobb nemzetközi film (1979–1982, majd 2006-tól)
- Legjobb akciófilm vagy kalandfilm (1994-től)
- Legjobb független film (2012-től)
- Legjobb filmthriller (2013-tól)
- Legjobb képregény-adaptáció (2013-tól)
- Legjobb rendező (1974-től)
- Legjobb forgatókönyv (1973-tól)
- Legjobb férfi főszereplő (1974-től)
- Legjobb női főszereplő (1974-től)
- Legjobb férfi mellékszereplő (1974-től)
- Legjobb női mellékszereplő (1974-től)
- Legjobb fiatal színész (1984-től)
- Legjobb filmzene (1973-tól)
- Legjobb vágás (1977–1978, 2011-től)
- Legjobb látványtervezés (2009-től)
- Legjobb jelmez (1976-tól)
- Legjobb smink (1973-tól)
- Legjobb különleges / vizuális effektek (1973-tól)

### Televíziós műsorok
- Legjobb televíziós limitált sorozat (1994-től)
- Legjobb televíziós szuperhős-adaptáció sorozat (2014-től)
- Legjobb televíziós sci-fi-sorozat (2015-től)
- Legjobb televíziós fantasysorozat (2015-től)
- Legjobb televíziós horrorsorozat (2015-től)
- Legjobb televíziós akcióthriller-sorozat (2015-től)
- Legjobb televíziós animációs sorozat (2017-től)
- Legjobb televíziós színész (1996-tól)
- Legjobb televíziós színésznő (1996-tól)
- Legjobb televíziós férfi mellékszereplő (1999-től)
- Legjobb televíziós női mellékszereplő (1999-től)
- Legjobb televíziós vendégszereplő (2008-tól)
- Legjobb fiatal színész (televíziós sorozat) (2013-tól)

### Házimozi-megjelenés
- Legjobb DVD
- Legjobb DVD extrák
- Legjobb klasszikus film DVD
- Legjobb DVD gyűjtemény
- Legjobb televíziós műsor DVD

### Már nem díjazott kategóriák
- Legjobb televíziós sorozat (1988-2015)
- Legjobb televíziós websorozat (2015-2017)

## Rekordok
| Rekord                                 | Jelölt mű/személy                  | Díjak száma                   | Év(ek)                   |
| -------------------------------------- | ---------------------------------- | ----------------------------- | ------------------------ |
| legtöbb díj (egyéni)                   | James Cameron                      | 10 díj                        | 1984 és 2022/2023 között |
| legtöbb jelölés (egyéni)               | John Williams                      | 23 jelölés                    | 1977 és 2022/2023 között |
| legtöbb díj (film)                     | Star Wars IV. rész – Egy új remény | 15 díj                        | 1977                     |
| legtöbb jelölés (film)                 | Star Wars IV. rész – Egy új remény | 18 jelölés                    | 1977                     |
| legtöbb díj (televíziós sorozat)       | The Walking Dead                   | 22 díj                        | 2010 és 2020 között      |
| legtöbb jelölés (televíziós sorozat)   | The Walking Dead                   | 56 jelölés                    | 2010 és 2020 között      |
| legtöbb díj (színészi alakítás)        | Robert Downey Jr.                  | 4 díj                         | 1993 és 2019 között      |
| legtöbb díj (színészi alakítás)        | Anna Torv                          | 4 díj                         | 2009 és 2012 között      |
| legtöbb díj (színészi alakítás)        | Caitríona Balfe                    | 4 díj                         | 2014 és 2022/2023 között |
| legtöbb díj (színészi alakítás)        | Patrick Stewart                    | 4 díj                         | 1988 és 2022/2023 között |
| legtöbb jelölés (színészi alakítás)    | Tom Cruise                         | 12 jelölés                    | 1994 és 2021/2022 között |
| legtöbb díj (egyazon kategóriában)     | John Williams                      | 10 díj (legjobb filmzene)     | 1977 és 2022/2023 között |
| legtöbb jelölés (egyazon kategóriában) | John Williams                      | 23 jelölés (legjobb filmzene) | 1977 és 2022/2023 között |
| Legtöbb díj (film-franchise)           | Csillagok háborúja                 | 49 díj                        | 1977 és 2022/2023 között |
| Legtöbb jelölés (film-franchise)       | Marvel-moziuniverzum               | 170 jelölés                   | 2008 és 2022/2023 között |

## Lásd még
- Az előző évek győztesei